# Eraldo Pecci
Eraldo Pecci (San Giovanni in Marignano, 12 de abril de 1955) é um ex-futebolista profissional italiano que atuava como meio-campo.

## Carreira
Eraldo Pecci representou a Seleção Italiana de Futebol, na Copa do Mundo de 1978.